# El Jabalí (Buenos Aires)
El Jabalí es un paraje rural del centro de la provincia de Buenos Aires, Argentina, perteneciente al partido de Nueve de Julio. En su momento fue una de las Estaciones más importantes del Partido de Nueve de Julio y del Partido de Carlos Casares. En la década de 1930, se encontraba rodeada de los terrenos de la familia Campbell con “El Jabalí”, “La Corona” y “La Coronita”. 

## Ubicación
Se encuentra a 23 km al norte de la ciudad de Carlos Casares, accediéndose a través de diferentes caminos rurales.

## Población
Durante los censos nacionales del INDEC de 2001 y 2010 fue considerada como población rural dispersa.